# Maršál a špión
Maršál a špión je dnes již klasická desková hra pro dva hráče, kterou v 80. letech 20. století vydal JAVOZ Jablonec nad Nisou v edici PaN (papír a nápad) a v roce 2007 firma Dino. Jedná se o českou variantu hry známé v zahraničí pod názvem Stratego.

## Popis hry
Každý hráč disponuje armádou čítající 40 jednotek. Ty na začátku hry hráči rozmístí na protilehlých stranách hracího plánu. Oba sice disponují stejnými jednotkami, jejich postavení však není pevně dané, ale závisí čistě na úvaze hráče. Navíc, a v tom spočívá hlavní kouzlo hry, je hodnota kamene protivníkovi skryta.
Cílem hry je najít a zneškodnit protivníkův prapor. Kameny se pohybují po plánu většinou o jedno pole. Vstoupí-li kámen na pole obsazené protivníkovým, podívá se na jeho hodnotu a je-li nižší než hodnota jeho kamene, vyřadí tento ze hry. V opačném případě je nucen vyřadit ze hry kámen vlastní, při remíze jdou ze hry oba kameny.

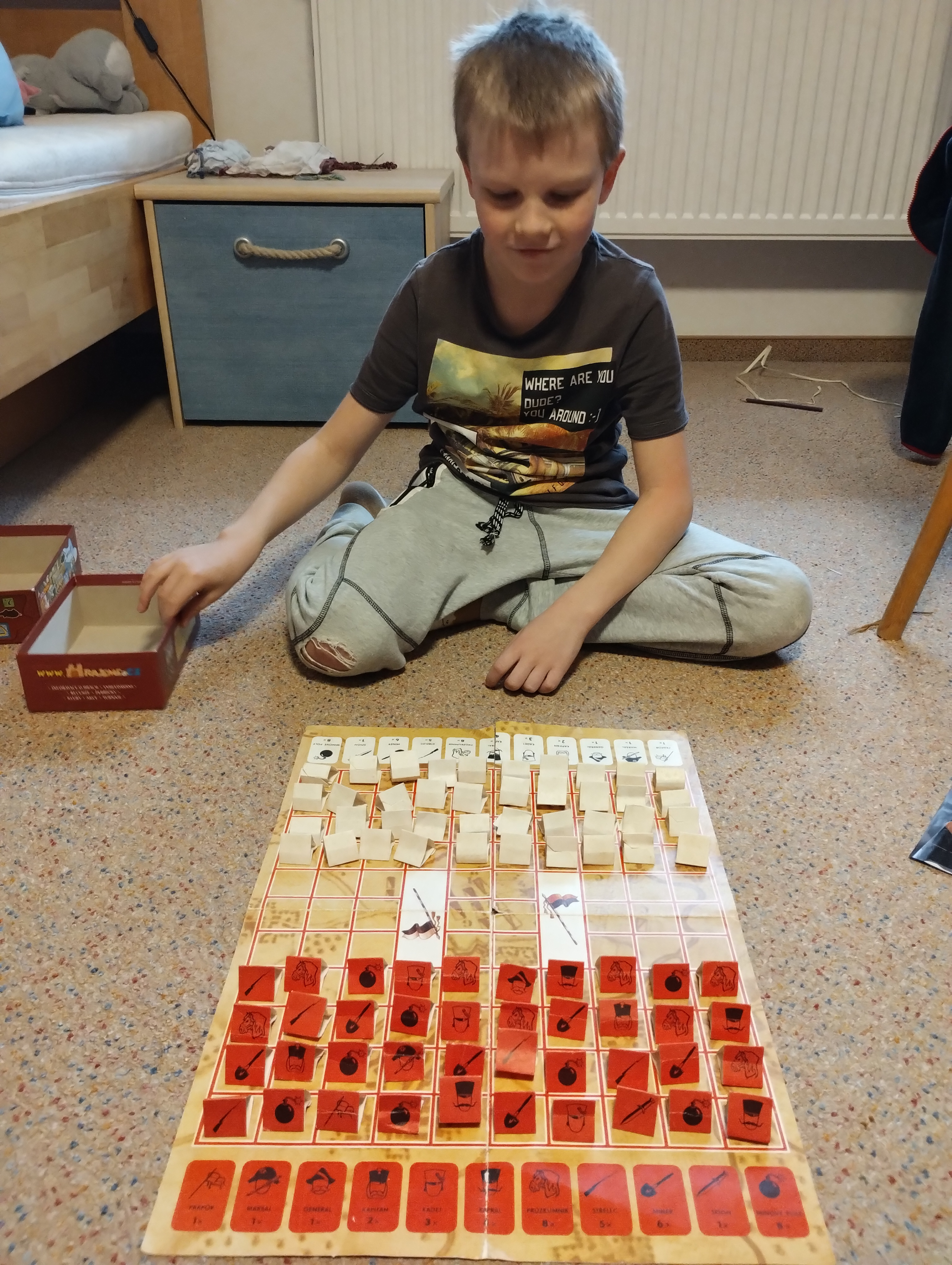
začátek partie

## Historie
Hra spojuje starou indickou hru v češtině známou pod názvem Džungle se zcela novou myšlenkou, kterou je protivníkovi utajená hodnota figur. Poprvé se objevuje ve hře L´Ataque v roce 1905, v následujících letech vychází pod různými názvy, od 30. let 20. století pak jako Stratego.